# Biblioteca Joan Oliva i Milà
La Biblioteca Joan Oliva i Milà és una biblioteca pública del municipi de Vilanova i la Geltrú (Garraf) que forma part de la Xarxa de Biblioteques Municipals de la Diputació de Barcelona. Està situada en un edifici de 1.635 m² distribuïts en tres plantes. Va inaugurar-se el 23 de març de 1995, al mateix edifici que abans ocupava l'antiga Biblioteca Víctor Balaguer. Des del 1995 porta el nom de Joan Oliva i Milà (1858-1911), bibliotecari de la Biblioteca-Museu Víctor Balaguer i fundador de la impremta Oliva de Vilanova.

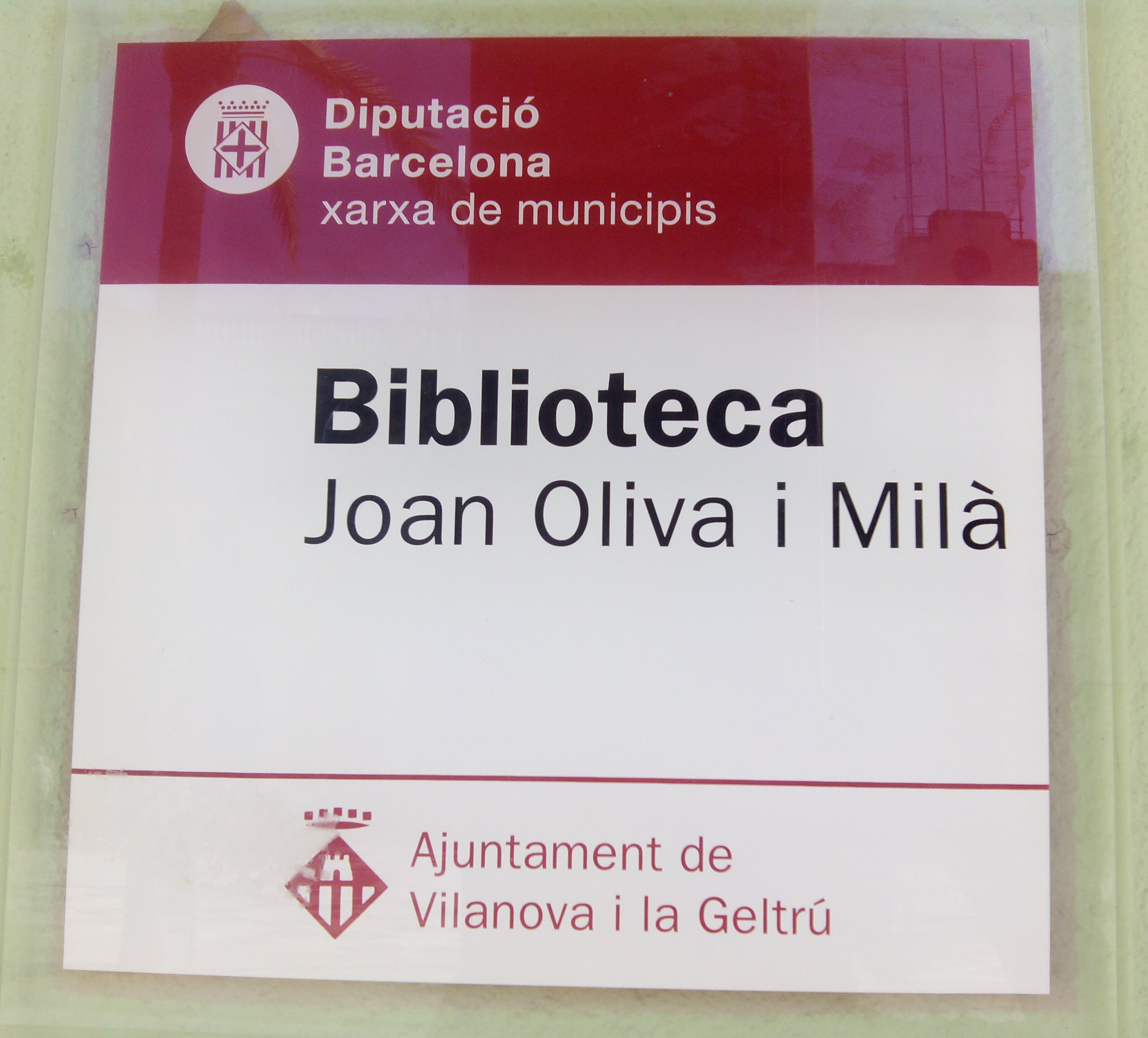
Rètol de la Biblioteca Joan Oliva i Milà, a l'entrada

## Història
Abans d'esdevenir biblioteca pública l'edifici es va crear amb altres funcions.

### Com a seu del Centro Artesano
L'abril de 1866 el comerciant i propietari Salvador Raldiris i Carbó (1816-1884) va fer construir un edifici de nova planta al número 13 de la Plaça de la Vila com a seu del nou Centro Artesano. S'obrí al públic el 15 de febrer de l'any següent (1867) i tancaria les seves portes l'estiu de 1908.
El Centro Artesano va ser una de les tres societats d'esbarjo de Vilanova (junt amb el Casino Artesano i el Círculo Villanovés) en un moment de forta empenta local de les societats d'aquest tipus. Es va motejar amb el nom de "el Portugal" perquè va ser el lloc on es va exiliar el General Joan Prim quan va fracassar el seu intent de revolta el gener de 1866. El Centro Artesano va acollir a tots aquells partidaris del General Prim i que van esdevenir dissidents del Casino Artesano. El primer vicepresident de la societat va ser Pere Màrtir Pollés Fabré.
El local tenia un gran saló de festes decorat amb pintures dels pintors decoradors Sugranyes, pare (Josep Sugranyes Cuscó) i fill (Josep Sugranyes Florit, 1842-1910).

### Com a seu del Centre Federalista i Cooperativa Regeneradora
A primers de 1911, s'instal·là el Centre Federalista i la Cooperativa Regeneradora.

### Durant la postguerra
Als anys de la postguerra fou residència del Frente de Juventudes.

### Biblioteca pública durant el Franquisme
Degut al creixement del fons bibliogràfic de la Biblioteca-Museu Víctor Balaguer, el 1957 l'Ajuntament de Vilanova i la Geltrú va aconseguir accedir a la titularitat legal de l'edifici i van començar les obres per transformar-lo en biblioteca pública i en altres dependències de caràcter cultural. El projecte, dintre del Pla general d'ordenació urbana va ser redactat per l'arquitecte Josep Maria Pericas Soler (1921-1982) i l'edifici finalment es va inaugurar el 20 de juny de 1965, coincidint amb el Día de la Provincia. El Ministre de Governació, Camilo Alonso Vega, juntament amb altres autoritats, van inaugurar les instal·lacions de la nova Biblioteca Víctor Balaguer. Amb motiu d'això es va inaugurar també una exposició d'obres de pintors de la comarca.
La biblioteca Víctor Balaguer es va crear com un annex per donar cabuda a part del fons més recent de la Biblioteca-Museu Víctor Balaguer. La sala de lectura només ocupava la planta baixa de l'edifici. La planta primera era una sala d'exposicions i aules seminari, mentre que la segona planta era una sala d'actes i sala de reunions. La tercera planta tenia un amfiteatre i era l'habitatge del conserge. A la sala d'actes s'oferien concerts de piano, recitals, etc.

### L'edifici sencer com a biblioteca
A principis dels anys 90 es fan paleses les mancances de la biblioteca a nivell d'espai, on es barreja el públic adult i infantil, i l'edifici pateix problemes d'humitats i envelliment. El novembre de 1991 el departament de Cultura de la Generalitat de Catalunya atorga a l'Ajuntament de Vilanova i la Geltrú una subvenció per a l'execució de les obres de reparació de la biblioteca.
Les obres
L'any 1993 l'Ajuntament de Vilanova i la Geltrú encarrega un projecte de reforma i transformació de l'edifici sota la responsabilitat dels arquitectes Miquel Orriols i Òscar Valverde amb les aportacions econòmiques de la Generalitat de Catalunya i l'Ajuntament de Vilanova i la Geltrú. Les tres plantes es dedicaran a ús exclusiu de la Biblioteca.
El projecte, a part de redistribuir tot l'espai interior de l'edifici, preveu dotar la biblioteca de serveis de fonoteca i videoteca. També modernitzar l'equipament dotant-lo de sistemes informàtics que permetran la connexió amb la xarxa de Biblioteques de la Generalitat. El setembre de 1993 es repara el sostre de l'edifici. Es decideix traslladar una bona part del fons al Castell de la Geltrú mentre duren les obres de remodelació.
La nova biblioteca: un edifici de tres plantes
La nova biblioteca es va inaugurar el 23 de març de 1995. La sala d'actes del pis superior desapareix com a tal i es converteix en sala de lectura, on també hi ha una sala destinada al fons documental de llibres i material de temàtica local (sala de col·lecció local). A la planta baixa se situa el vestíbul i la sala infantil. A l'entresòl, els magatzems i les oficines d'administració interna, i la primera planta es dedica a la fonoteca, hemeroteca i videoteca.
La façana, catalogada dintre del conjunt urbanístic "Plaça de la Vila" s'inclou en el Pla Especial i Catàleg del Patrimoni Històrico-artístic i Natural de Vilanova i la Geltrú. Durant la remodelació es respecta el material, la textura i el color de la façana, respectant així el conjunt monumental de la plaça. Es va conservar també el sostre d'encavalcades de fusta del pis superior i es van restaurar les pintures dels artistes Sugranyes. L'entrada, que abans estava al carrer Sant Gervasi, es va obrir pels porxos de la façana de la Plaça de la Vila.